# Hans Neunhoeffer
Hans Neunhoeffer (* 7. Mai 1936 in Breslau; † 4. September 2018) war ein deutscher Chemiker und Hochschulprofessor für Organische Chemie an der Technischen Universität Darmstadt. International hat er sich einen Namen auf dem Gebiet der Heterocyclen-Chemie gemacht. Neben der wissenschaftlichen Tätigkeit widmete er sich der Kommunalpolitik in seiner Wohngemeinde Mühltal und im Kreis Darmstadt-Dieburg.

## Leben
Hans Neunhoeffer wurde als zweites von fünf Kindern des Hochschulprofessors Otto Neunhoeffer und Sohn von  Käthe Neunhoeffer, geborene Reinke, geboren. Nach dem Schulbesuch in Breslau und Greifswald machte Hans Neunhoeffer 1954 sein Abitur in Ost-Berlin und begann das Studium der Chemie an der Humboldt-Universität in Ost-Berlin. 1959 wurde er Diplom-Chemiker mit einer Arbeit Über einige aliphatische Methylolverbindungen, speziell α,α-Dimethylolcarbonsäuren. Seine Promotion zum Dr. rer. nat. erfolgte 1962 bei Friedrich Cramer an der Technischen Hochschule Darmstadt mit einer Arbeit Über Phosphorylimidazolide – insbesondere Nucleotidimidazolide.
Hans Neunhoeffer war evangelisch, seit 1965 verheiratet mit Margaret Neunhoeffer, geborene Kirnberger, und hatte zwei Kinder: Ellen-Ulrike Deranek (* 1966) und Torsten-Henrik Neunhoeffer (* 1967).

## Forschung und Lehre
Eine wichtige Station in der wissenschaftlichen Laufbahn von Hans Neunhoeffer war die Zeit als Postdoc Fellow bei dem späteren Nobelpreisträger Robert B. Woodward an der Harvard-Universität in Cambridge (Massachusetts), USA. Themengebiet: Synthese natürlicher Tetracycline. Nach einigen Jahren als wissenschaftlicher Assistent bei Clemens Schöpf und Walter Franke habilitierte sich Hans Neunhoeffer 1970 an der Technischen Hochschule Darmstadt mit der Habilitationsschrift Ein Beitrag zur Chemie stickstoffhaltiger Heterocyclen und wurde 1971 in Darmstadt zum Professor für Organische Chemie ernannt. Von 1979 bis 1981 war er Dekan des dortigen Fachbereichs 9. 1983/84 war er erneut in den USA, diesmal als Gastprofessor (Fulbright-Programm) an der Portland Universität in Portland (Oregon), USA. Das Spezialgebiet von Hans Neunhoeffer blieb die Heterocyclen-Chemie; so wurde er 1990 zum Generalsekretär der International Society of Heterocyclic Chemistry berufen und hielt diese Position mit zahlreichen internationalen Verpflichtungen bis 2005 inne. 1991 war er an verschiedenen Universitäten in Taiwan als Gastprofessor tätig. Hans Neunhoeffer ging 2001 in den Ruhestand, setzte aber seine Forschungstätigkeit am Clemens-Schöpf-Institut für Organische Chemie und Biochemie der TU Darmstadt noch einige Jahre fort. Einer seiner Forschungsschwerpunkte waren umweltverträgliche Kosmetika. Enge Kooperationen bestanden mit den Darmstädter Chemie-Unternehmen Wella und Merck. Das wissenschaftliche Werk von Hans Neunhoeffer umfasst circa 250 Publikationen, Patente und Vortragsreferate.

## Politik
Hans Neunhoeffer war viele Jahre für die CDU Mitglied der Gemeindevertretung Mühltal und des Gemeindevorstands, zeitweise deren Vorsitzender. 2002 bis 2006 war er Vorsitzender der CDU-Fraktion im Kreistag Darmstadt-Dieburg. Sein besonderes Engagement galt dabei Umweltfragen. 
Ehrenamtliche Tätigkeiten von Hans Neunhoeffer bezogen sich unter anderem auf die Verschwisterungen der Gemeinde Mühltal mit Nemours, Frankreich und Vingåker, Schweden.

## Auszeichnungen
- 1993 und 2001 Ehrenmedaille der Stadt Nemours, Frankreich
- 2001 Ehrenmedaille der Europäischen Volkspartei im Europa-Parlament
- 2003 Bronzene Sportplakette der Gemeinde Mühltal
- 2005 Fellow (Ehrenmitglied) of the International Society of Heterocyclic Chemistry
- 2007 Verdienstkreuz am Bande des Verdienstordens der Bundesrepublik Deutschland[3]

## Veröffentlichungen (Auswahl)
- Chemistry of 1,2,3-Triazines and 1,2,4-Triazines, Tetrazines and Pentazin. In: Chemistry of Heterocyclic Compounds: A Series of Monographs. Paul F. Wiley, New York 1978.